# Hradiště u Libětic
Hradiště u Libětic je raně středověké slovanské hradiště ležící na vrcholu kopce Hradiště (604 m n. m.) v katastrálním území Libětice v okrese Strakonice, asi pět kilometrů jižně od města Strakonice. Hradiště je chráněno jako kulturní památka.
Hradiště bylo obýváno v 9. století a jeho zřejmě násilný zánik lze datovat na přelom 9. a 10. století. Hradiště u Libětic spolu s hradištěm na Kněží hoře, Hradcem u Němětic a Hradcem u Řepice střežilo strakonickou kotlinu.
Jedná se o dvoudílné hradiště o celkové rozloze asi dva hektary. Trojúhelníková akropole umístěná na vrcholové plošině byla opevněná již ve starší době železné. V raném středověku bylo z jihozápadu připojeno protáhlé předhradí.
Opevnění akropole tvořila dřevohlinitá konstrukce s čelní kamennou plentou. V místech snazšího přístupu je opevnění znásobeno mohutnými příkopy. V úvalech mezi severozápadními svahy akropole a předhradí se nalézá pramen – důležitý zdroj vody pro obyvatele hradiště.

## Fotografie

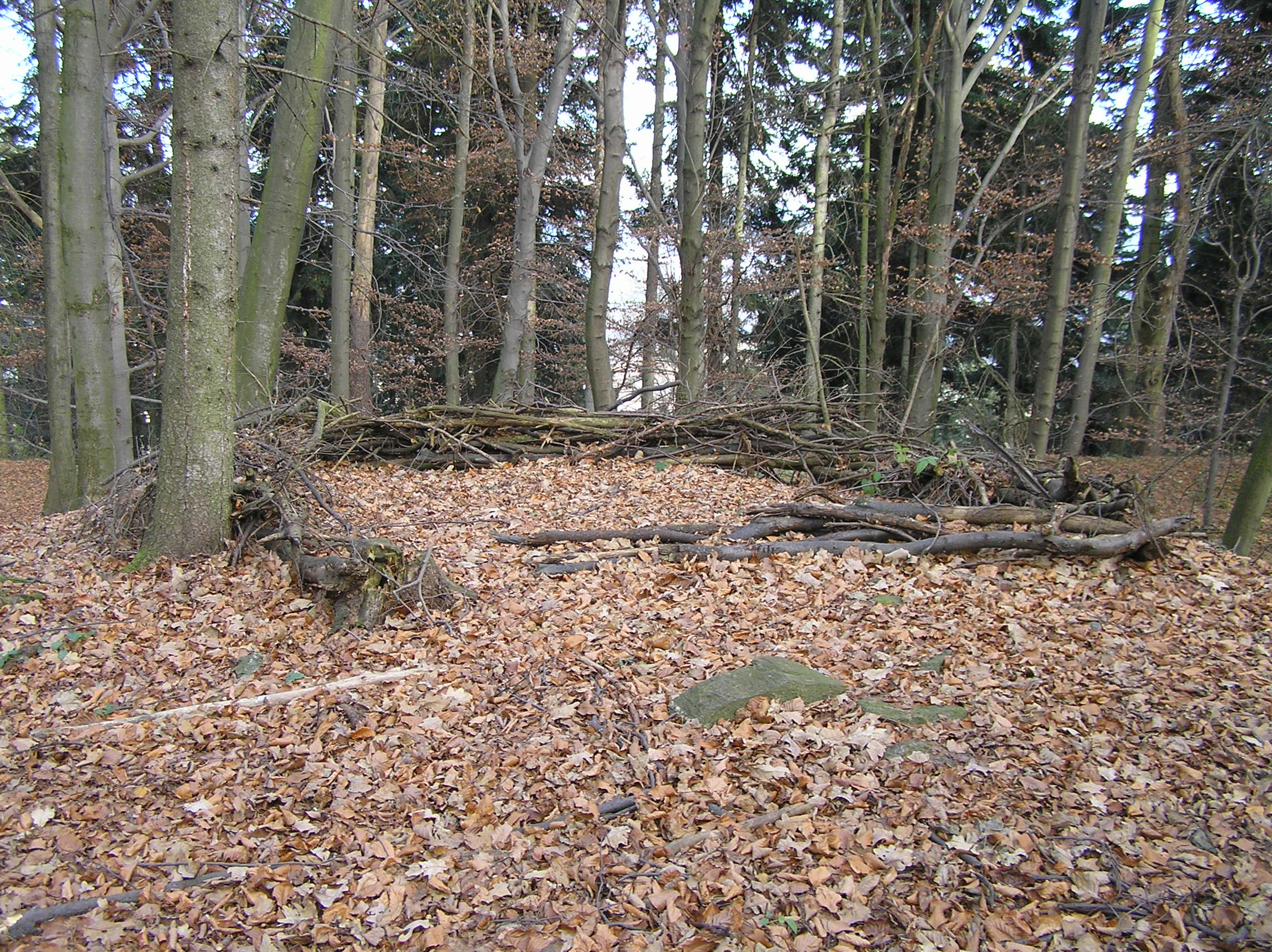
Vrcholová partie Hradiště
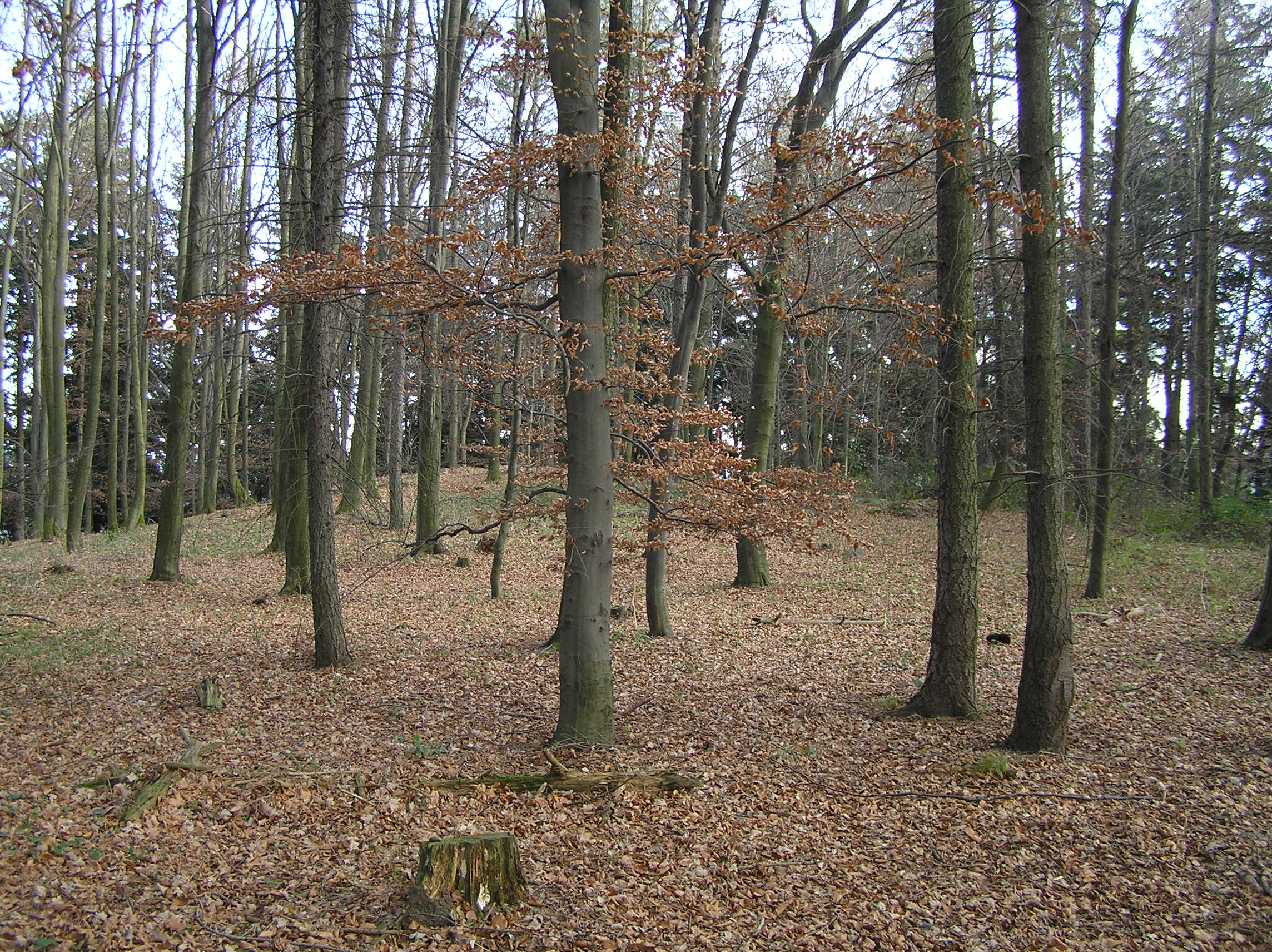
Vrcholová partie Hradišti